# بيسمو بيتش (كاليفورنيا)
بيسمو بيتش (بالإنجليزية: Pismo Beach)‏ هي إحدى مدن مقاطعة سان لويس أوبيسبو، كاليفورنيا. تم إعطاءها لقب مدينة في 25 أبريل، 1946.

## المناخ
يظهر الجدول التالي التغييرات المناخية على مدار السنة لبيسمو بيتش:
| البيانات المناخية لـبيسمو بيتش      | البيانات المناخية لـبيسمو بيتش | البيانات المناخية لـبيسمو بيتش | البيانات المناخية لـبيسمو بيتش | البيانات المناخية لـبيسمو بيتش | البيانات المناخية لـبيسمو بيتش | البيانات المناخية لـبيسمو بيتش | البيانات المناخية لـبيسمو بيتش | البيانات المناخية لـبيسمو بيتش | البيانات المناخية لـبيسمو بيتش | البيانات المناخية لـبيسمو بيتش | البيانات المناخية لـبيسمو بيتش | البيانات المناخية لـبيسمو بيتش | البيانات المناخية لـبيسمو بيتش |
| الشهر                               | يناير                          | فبراير                         | مارس                           | أبريل                          | مايو                           | يونيو                          | يوليو                          | أغسطس                          | سبتمبر                         | أكتوبر                         | نوفمبر                         | ديسمبر                         | المعدل السنوي                  |
| ----------------------------------- | ------------------------------ | ------------------------------ | ------------------------------ | ------------------------------ | ------------------------------ | ------------------------------ | ------------------------------ | ------------------------------ | ------------------------------ | ------------------------------ | ------------------------------ | ------------------------------ | ------------------------------ |
| الدرجة القصوى °ف (°م)               | 85 (29)                        | 90 (32)                        | 90 (32)                        | 101 (38)                       | 100 (38)                       | 99 (37)                        | 102 (39)                       | 102 (39)                       | 103 (39)                       | 99 (37)                        | 91 (33)                        | 92 (33)                        | 102 (39)                       |
| متوسط درجة الحرارة الكبرى °ف (°م)   | 59.8 (15.4)                    | 60.7 (15.9)                    | 62.0 (16.7)                    | 64.2 (17.9)                    | 64.7 (18.2)                    | 65.9 (18.8)                    | 65.8 (18.8)                    | 66.7 (19.3)                    | 67.6 (19.8)                    | 67.4 (19.7)                    | 64.6 (18.1)                    | 60.0 (15.6)                    | 64.1 (17.8)                    |
| المتوسط اليومي °ف (°م)              | 52.2 (11.2)                    | 53.3 (11.8)                    | 54.3 (12.4)                    | 56.0 (13.3)                    | 57.1 (13.9)                    | 59.1 (15.1)                    | 60.1 (15.6)                    | 60.8 (16.0)                    | 60.8 (16.0)                    | 59.8 (15.4)                    | 56.5 (13.6)                    | 52.1 (11.2)                    | 56.9 (13.8)                    |
| متوسط درجة الحرارة الصغرى °ف (°م)   | 44.5 (6.9)                     | 45.9 (7.7)                     | 46.6 (8.1)                     | 47.9 (8.8)                     | 49.5 (9.7)                     | 52.4 (11.3)                    | 54.3 (12.4)                    | 54.9 (12.7)                    | 54.0 (12.2)                    | 52.2 (11.2)                    | 48.4 (9.1)                     | 44.2 (6.8)                     | 49.6 (9.8)                     |
| أدنى درجة حرارة °ف (°م)             | 24 (−4)                        | 28 (−2)                        | 23 (−5)                        | 27 (−3)                        | 30 (−1)                        | 37 (3)                         | 38 (3)                         | 39 (4)                         | 30 (−1)                        | 32 (0)                         | 29 (−2)                        | 21 (−6)                        | 23 (−5)                        |
| الهطول إنش (مم)                     | 3.04 (77)                      | 3.83 (97)                      | 3.04 (77)                      | 1.14 (29)                      | 0.41 (10)                      | 0.07 (1.8)                     | 0.03 (0.76)                    | 0.07 (1.8)                     | 0.14 (3.6)                     | 0.87 (22)                      | 1.52 (39)                      | 2.73 (69)                      | 16.89 (429)                    |
| متوسط أيام هطول الأمطار (≥ 0.01 in) | 8.2                            | 8.5                            | 7.9                            | 4.2                            | 1.8                            | 0.8                            | 0.3                            | 0.5                            | 1.5                            | 3.3                            | 5.1                            | 7.1                            | 49.2                           |
| المصدر: NOAA                        |                                |                                |                                |                                |                                |                                |                                |                                |                                |                                |                                |                                |                                |

## أعلام
- كيمبرلي ميتز